# 부총독
부총독(副總督, Lieutenant governor)은 총독의 다음 자리로서, 현재 영연방의 일부 국가에서 사용중이다.

## 역사상 부총독
- 홍콩의 부총독(香港副總督)

## 현재의 부총독
- 캐나다의 부총독

## 같이 보기
- 부제독
- 도독
- 부지사(副知事)